# La bomba número seis y otros relatos
La bomba número seis y otros relatos (en inglés: Pump Six and Other Stories) es una colección de cuentos de ciencia ficción escrita por el estadounidense Paolo Bacigalupi. Fue publicada en 2008 por la editorial Night Shade Books e incluyó casi la totalidad de cuentos escritos por Bacigalupi hasta la fecha, además de ser su primer libro publicado.
La mayoría de historias del libro está escrita con un tono pesimista y retrata un futuro marcado por colapsos medioambientales. Entre las temáticas exploradas en los relatos se cuentan la sobrependencia en el petróleo, limpiezas étnicas, transhumanismo, calentamiento global y la sobrepoblación.

## Contenido
A excepción de La bomba número seis, cuento que da el nombre a la colección y que apareció por primera vez en la misma, los relatos del libro fueron publicados previamente en revistas de ciencia ficción, entre ellas The Magazine of Fantasy & Science Fiction, High Country News y Asimov's Science Fiction.
El libro contiene los siguientes cuentos:
- Pocket Full of Dharma
- The Fluted Girl
- The People of Sand and Slag
- The Pasho
- The Calorie Man
- The Tamarisk Hunter
- Pop Squad
- Yellow Card Man
- Softer
- Pump Six

## Recepción
El libro fue bien recibido por la crítica al momento de su publicación, recibiendo atención adicional luego del éxito que alcanzó Bacigalupi el año siguiente con su novela La chica mecánica. El autor Robert J. Sawyer calificó a Bacigalupi como "el Ted Chiang del nuevo milenio". Fred Cleaver, de The Denver Post, alabó el libro, en particular su temática de esperanza en medio de un mundo desolado, y aseveró que Bacigalupi había logrado su meta impuesta al escribir las historias "brillantemente". Varias opiniones hicieron énfasis en el conocimiento mostrado por Bacigalupi para crear las tramas y de su aparente intención de crear conciencia en los lectores sobre los problemas ambientales que explora.
La obra ganó el premio Locus a la mejor colección de relatos del año en la edición de 2009. Adicionalmente, varios de los cuentos del libro fueron nominados y ganaron premios literarios antes de la publicación de la colección. Entre ellos destacan The Calorie Man, nominado al premio Hugo y ganador del premio Theodore Sturgeon Memorial, Yellow Card Man, ganador del Premio Isaac Asimov, The Fluted Girl y The People of Sand and Slag, ambos nominados al premio Hugo y al premio Nébula.